# Abus de confiance (téléfilm)
Pour les articles homonymes, voir Abus de confiance (homonymie).
Abus de confiance (A Secret Life) est un téléfilm américain réalisé par Larry Peerce et diffusé en 1999 à la télévision.

## Synopsis
Lorsque le mari de Cassie, David, se retrouve dans un coma profond, elle apprend qu'il lui a été infidèle.

## Fiche technique
- Scénario : Renee Longstreet
- Durée : 96 min
- Pays :  États-Unis
- genre : Drame

## Distribution
- Roma Downey : Cassie Whitman
- William Russ : Marc Whitman
- Jamie Rose : Judith Evans
- Jed Millar : le fils
- Kristina Malota : Erica
- Penny Johnson : Hope
- Joey Miyashima